# Paracles deserticola
Paracles deserticola là một loài bướm đêm thuộc phân họ Arctiinae, họ Erebidae.